# Angitia tristigma
Angitia tristigma är en fjärilsart som beskrevs av Dyar 1914. Angitia tristigma ingår i släktet Angitia och familjen nattflyn. Inga underarter finns listade i Catalogue of Life.